# 中島譽發動機

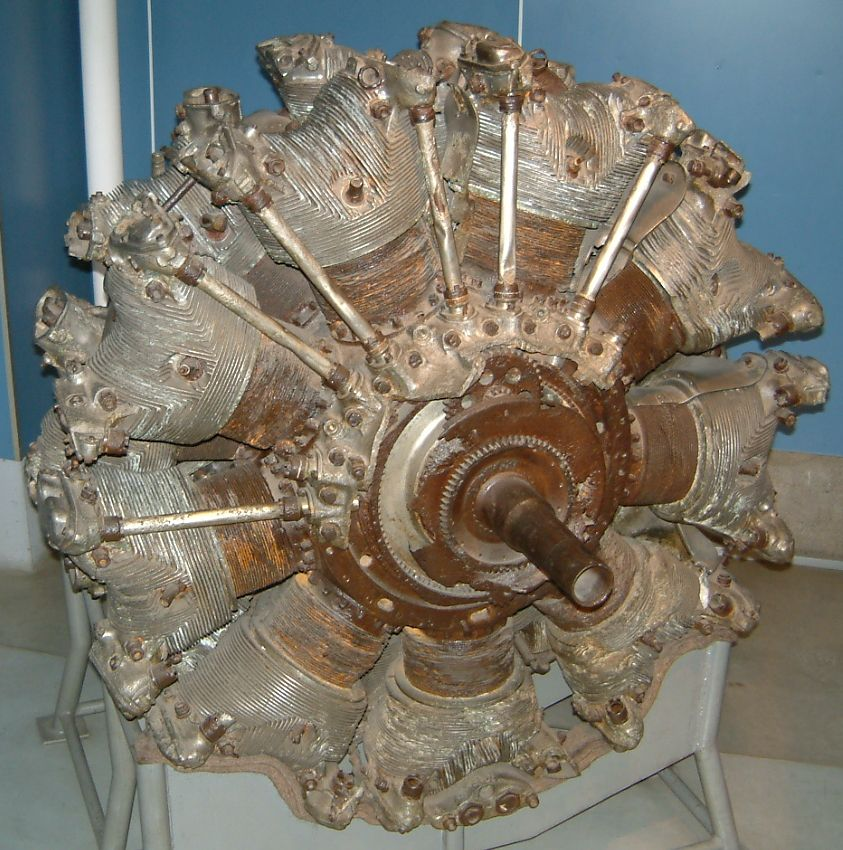
舊東京交通博物館所展示的譽發動機

中島譽發動機（日语：ほまれエンジン）乃日本中島飛機公司和海軍航空技術廠共同研發製造的氣冷式星型飛機用活塞發動機，採複列18汽缸、底置凸輪軸（over head valve，縮寫成OHV）、離心式機械增壓的配置。第二次世界大戰後期獲得大日本帝國陸軍和大日本帝國海軍普遍採用，搭載於偵察機、戰鬥機、轟炸機等。「譽」是海軍的命名，中島內部代號為「NK9」；陸軍則稱呼為Ha-45（ハ45）。至於生產數量，1943年（昭和18年）約200具，1944年共5,400具，1945年則有3,150具。

## 概要
本系列發動機之設計負責人為中川良一，排氣量為35.8公升，初期目標設定成輸出1,800hp之小排氣量、大馬力發動機（中島飛機內部代號「BA-11」），但海軍內部持贊成、反對的意見者各半，最後決定海軍航空技術廠（以下簡稱空技廠）一同參與開發計劃。計劃啟動的1940年（昭和15年）時值日、美關係緊張時期，譽發動機的成敗與否牽動著太平洋戰爭的勝負，所以中島、空技廠雙方頻繁協調作業，結果1942年（昭和17年）9月便獲得軍方採用並正式量產，比原訂計劃提早半年。
譽發動機之基本設計概念來自榮發動機，包括汽缸尺寸、排氣管等散熱配置、火星塞位置等。缸徑和行程與後者相同，但發動機直徑增至1,180mm。另一方面關於汽缸前列和後列的中心間距離，為了容易安裝導風隔板及散熱片，也為了導引冷卻空氣流至後列增加散熱效果，於是從150mm增大到220mm。一般小排氣量的發動機要實現高馬力輸出，必須提高曲軸迴轉數及增加推進（吸氣）壓力；因此迴轉數從2,750rpm（榮二一型）提高至3,000rpm（譽二一型），推進壓力也從+300mmHg（榮二一型）增至+500mmHg（譽二一型）。如此一來，為了汽缸頭冷卻和熱膨脹問題的對策，中島飛機提高製程時間及零件過度精密，結果導致譽發動機在戰場惡劣的環境中出現品質不佳的狀況。汽缸冷卻效果的好壞會直接呈現在氣冷式發動機的性能上，中島工程師戶田康明針對汽缸頭的散熱片構造及冷卻效率的關係深入研究，得出散熱片應該厚度1mm、間隔距離3mm、高度70mm的結論，但是當時的鑄造技術仍無法達成這種設計。最初生產譽一一型、一二型時仍採用榮發動機相同的砂型鑄造法，不過這時另一家正田飛機公司成功研發出植入鑄造法，引起海軍的注意。所謂植入鑄造法乃是在汽缸頭鑄件預先鑲上一片片形狀不同的鋁片，鑄造時這些地方便形成散熱片的其餘部分。於是自譽二一型開始陸續採行這種新式鑄造法，散熱效果也比傳統的降低攝氏10至15度左右。不過新式鑄造法的工序相當繁瑣，無法應付增產的需求，折衷的辦法便委託住友金屬工業以5mm左右的冷卻散熱片，採用類似壓鑄的方式，在低壓下將熔湯壓入模具。如此一來雖然提升生產速度，卻使散熱效率不良、發動機品質低下。
譽發動機的馬力輸出是榮發動機的近兩倍，考量到發動機直徑和連桿的軸承荷重，權衡之下曲柄銷軸承的直徑最多只能擴大至5mm。也因為這個緣故，軸承荷重比榮發動機多了38%左右。為此中島飛機和空技廠特別成立一個對策小組，軸承材質裡除了銅，並添加18%的鉛；連桿軸頸的尺寸和表面粗細、連桿軸頸和連桿間相互對應的各種尺寸也經反覆測試後而制定。又透過理論與實務測試，在連桿軸頸設置以礦物機油潤滑的油孔，兼具冷卻之效果。不過戰爭期間物資匱乏，特別是銅難以收集，熟練的工人也難以徵集，結果發生許多軸承無法耐熱而燒燬的情形。
位於發動機中央的曲軸箱為了達到輕量化、高剛性、薄壁化、增大內部空間的目標，捨棄舊有的杜拉鋁材質，改採鉻鉬鋼鍛造，這也是日製發動機的初次嘗試。因為沒有廠家敢承接這種新案子，於是中島飛機委託位於大阪的住友金屬工業製作。雖然做出來的成品壁厚比原先預期的多出3mm，但是開發團隊研判不會造成不良後果，故移往中島自家工廠正式量產。至於處理爆震問題的對策，本來預訂使用辛烷值100的汽油；不過日本進攻印度支那半島以降，與美國的關係惡化，遭到全面禁止運輸飛機用燃料，所以辛烷值100汽油或高性能機油皆難以取得。日本本身無法生產辛烷值100的汽油，只好求其次改以辛烷值87至91的汽油替代，這也是譽發動機無法全面發揮性能的原因之一。為此，中島飛機想出來的對策是裝載能降低吸氣溫度的甲醇水噴射冷卻裝置，可自進氣管路噴注水和甲醇的混合液（譽一二型以降則自渦輪葉輪內噴射）。再者，低辛烷值汽油容易引起異常高溫，所以中島飛機提升火星塞的散熱效率，以防止早期點火。儘管安裝了甲醇水噴射冷卻裝置作為對策，但是維修和調整困難，並且如果不足，則甲醇水無法均勻地分配到每個氣缸，並且爆震集中在特定的氣缸中，從而導致火花塞燃燒。但是，它有時會導致引擎故障。可是航空91汽油的揮發性差，導致燃料分配不均。當時堀越二朗開發研製新型艦戰烈風選用NK9K譽22型作為主動力引擎，試驗飛行完成後指譽引擎的實際輸出馬力有出入，導致整體性能遠低於海軍提出高性能指標，所以在譽21型和譽22型安裝了低壓燃料噴射裝置（採用低壓燃料噴射型無浮式化油器的類型，它不使用來自負壓型化油器的隔膜泵而不是直接噴射到氣缸中）（譽23型和譽24型，NK9H-S和NK9K-S）來調整性能，該裝置有望在實際應用中處於測試階段，在全面投入生產前的戰爭結束(低壓燃料噴射裝置一個攪拌並產生高度均勻混合物的混合器以及一個容納它們的殼體組成。可以以最小的設計變更安裝在化油器式引擎上，並且可以降低進氣阻力並以相對較低的成本對舊引擎進行電力控制。因為噴射器的總數是一或兩個，所以與直接燃料噴射類型相比，由於噴射器故障而導致的引擎啟動失敗的可能性相對較低，並且由於噴射器故障導致向每個氣缸的噴射量的變化而引起了啟動引擎效應。有一個優點是不會發生麻煩。缺點在相對性能方面，它沒有達到直接燃料噴射裝置的端口噴射型噴射器,導致輸出馬力平均而沒有凸出，還有維修裝置比較複雜和效率低)。
陸軍飛行第47戰隊的整備指揮班長刈谷正意中尉在正規體制外設置了「整備指揮小隊」，給與隊員全盤的技術指導，負責各整備小隊間的控制、對外聯繫、資料作成及收集。特別是自兵員中選拔出優秀人才所組成的第4小隊，每人皆可獨立排除故障問題。該整備指揮小隊也針對譽發動機的故障問題擬訂對策，甚至比表定保養時間更早進廠保養，以維持飛機的妥善率。
總括而言，譽發動機在日本2,000匹馬力的級數中仍具有代表性。但是研發團隊一味追求高技術、高性能，無視二戰末期日本國內的資源匱乏，反而使得這具發動機招來「缺陷品」的惡評。戰後美軍曾試著以高辛烷值汽油、高品質機油和散熱效率高的火星塞作試驗，給予此發動機高度評價。性能雖佳，但以當時日本薄弱的工業生產力、貧瘠的品質管理概念、沒有熟練的工人等條件，仍無法大量生產。

## 型式
以下列舉譽發動機的各種型式，亦包含試作、計劃。括弧內為陸海軍統合名稱，接著是海軍使用之簡稱記號。由於譽發動機主要供應陸軍使用，故其樣式、輔助裝置不一定跟海軍相同。
譽一一型（Ha-45-11、NK9B）
初期型，汽缸頭的散熱片仍用舊式砂型鑄造法，化油器則是2連降流115丙B型。甲醇水噴射冷卻裝置位於化油器內，也就是節流閥正前方。四式戰鬥機初期機種所搭載的「Ha-45特」發動機大體上和譽一一型構造相同。
譽一二型（Ha-45-12、NK9C）
此型變更渦輪增壓器的減速比，以提升其性能。甲醇水噴射冷卻裝置移往增壓器葉輪內，搭載於銀河轟炸機、流星艦上攻擊機等。
譽二一型（Ha-45-21、NK9H）
為了再增加200匹的出力，換裝2連降流115丙C型化油器，甲醇水噴射冷卻裝置改至增壓器葉輪後面，而汽缸頭散熱片已經換成新式植入鑄造法。此型是量產最多的，紫電、紫電改、彩雲艦上偵察機、四式戰鬥機等機種皆可見到其蹤影。
譽二二型（Ha-45-22、NK9K）
變更二一型的螺旋槳減速比、裝備強制冷卻散熱片，搭載於彩雲試作機和烈風試驗機。
譽二三型（Ha-45-23、NK9H-S）
以二一型為基礎，捨棄原先缸內直噴方式，改成以化油器取代、向吸入管内噴設燃料的低壓噴射燃料法。原本搭載於紫電三二型作為試驗，但戰爭結束卻無疾而終。
譽二四型（Ha-45-24、NK9K-S）
以二二型為基礎，和二三型同樣改成低壓噴射燃料法。
譽二四型Ru（Ha-45-24、NK9K-L）
以二四型為基礎，安裝日立九二型廢氣渦輪增壓器提升速度和高空高度，載於彩雲試作機和連山試驗機。
譽二五型（Ha-45-25）
為了應付飛機超荷重的狀況，更改曲軸形狀的試驗型，同樣因戰爭結束而中止計劃。
譽二六型（Ha-45-26）
螺旋槳減速機構改用VDM式，乃試作型。
譽三一型（Ha-45-31、NK9K-O）
在二一型上加裝強制冷卻散熱片，且起飛馬力目標設定為2,200hp，但此型發動機在計劃階段便中止。
譽四一型（Ha-45-41、NK9A）
增壓器改成2段3速，並增加強制冷卻散熱片、中冷器，屬於試作型。
譽四二型（Ha-45-42、NK9A-O）
以四一型為基礎，設定起飛馬力為2,200hp，屬於試作型。
譽四四型（Ha-45-44）
和四一型一樣增壓器改成2段3速，卻拿掉中冷器，起飛馬力目標設定為1,810hp，但戰爭結束卻無疾而終。
譽五二型（Ha-45-52、NK9L）
安裝了排氣渦輪增壓器、燃料直噴裝置、強制冷卻散熱片等配備。
譽六一型（Ha-45-61、NK9M）
為了對應後推式螺旋槳飛機，裝備了延長軸及強制冷卻散熱片等配備。
Ha-145（Ha-45-43）
具備2段3速渦輪增壓器，搭載於陸軍二式單座戰鬥機三型作為試驗。
Ha-245（Ha-45-51）
同樣是供應給陸軍的性能提升版本。

## 規格

### 譽一一型（Ha-45-11）
- 型式：氣冷式複列18汽缸星型引擎
- 排氣量：35.8公升
- 全長：1,690mm
- 外徑：1,180mm
- 缸徑×行程：130mm×150mm
- 乾燥重量：830公斤
- 壓縮比：7.0：1
- 機械增壓器：離心式1段2速
- 閥門夾角：75度
- 附甲醇水噴射冷卻裝置
- 起飛馬力：1,800hp / 2,900rpm / 推進+400mmHg
- 額定馬力：
  - 一速全開：1,650hp / 2,900rpm / 推進+250mmHg（高度2,000公尺）
  - 二速全開：1,460hp / 2,900rpm / 推進+250mmHg（高度5,700公尺）

### 譽二一型（Ha-45-21）
- 起飛馬力：2,000hp / 3,000rpm / 推進+500mmHg
- 額定馬力：
  - 一速全開：1,860hp / 3,000rpm / 推進+350mmHg（高度1,750公尺）
  - 二速全開：1,620hp / 3,000rpm / 推進+350mmHg（高度6,100公尺）

## 主要搭載機種
- 紫電、紫電改
- 天雷戰鬥機
- 銀河轟炸機
- 流星艦上攻擊機
- 連山轟炸機（試作）
- 烈風戰鬥機（試作）
- 彩雲艦上偵察機
- 疾風四式戰鬥機

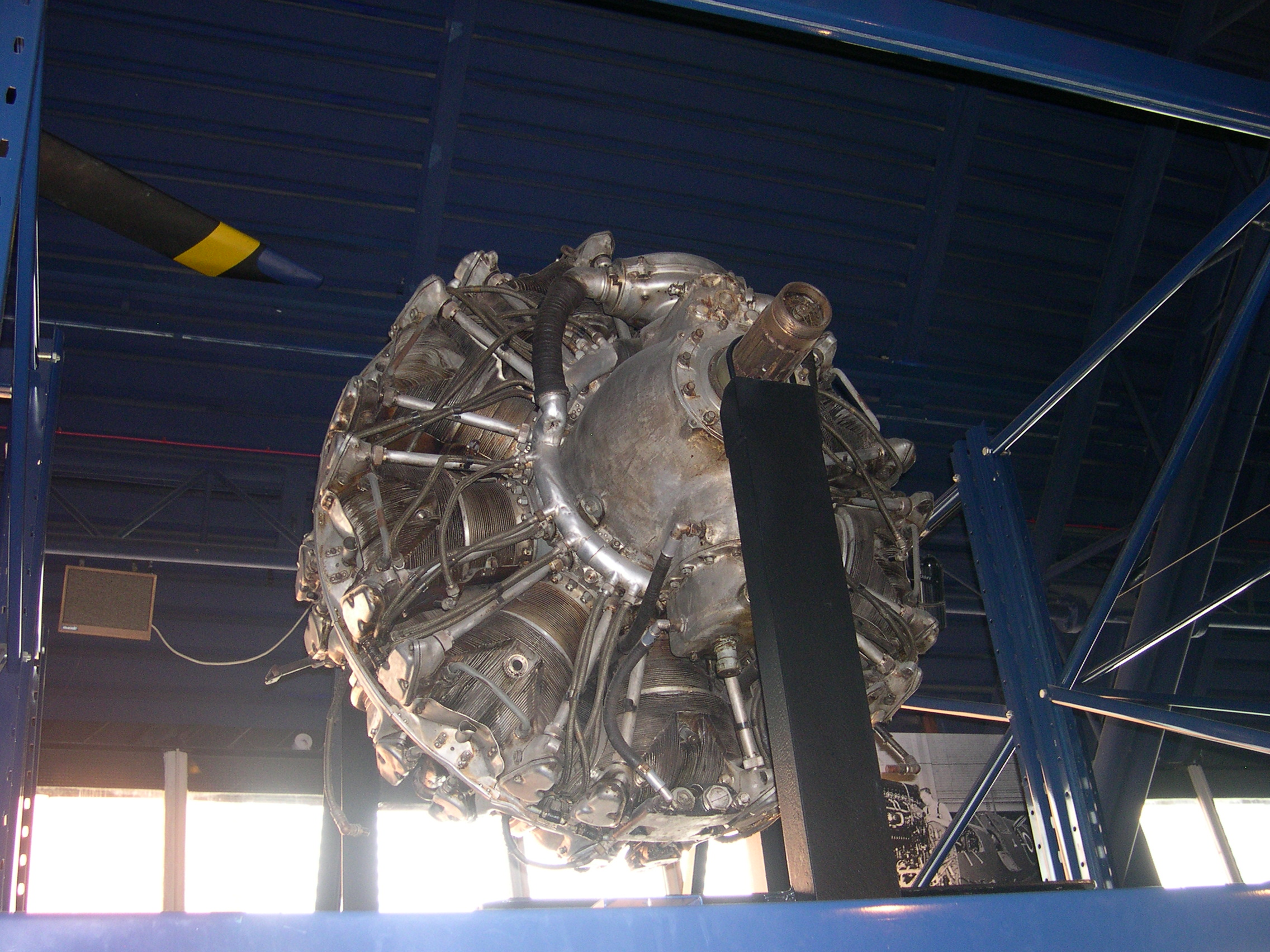
倫敦科學博物館所藏之譽發動機
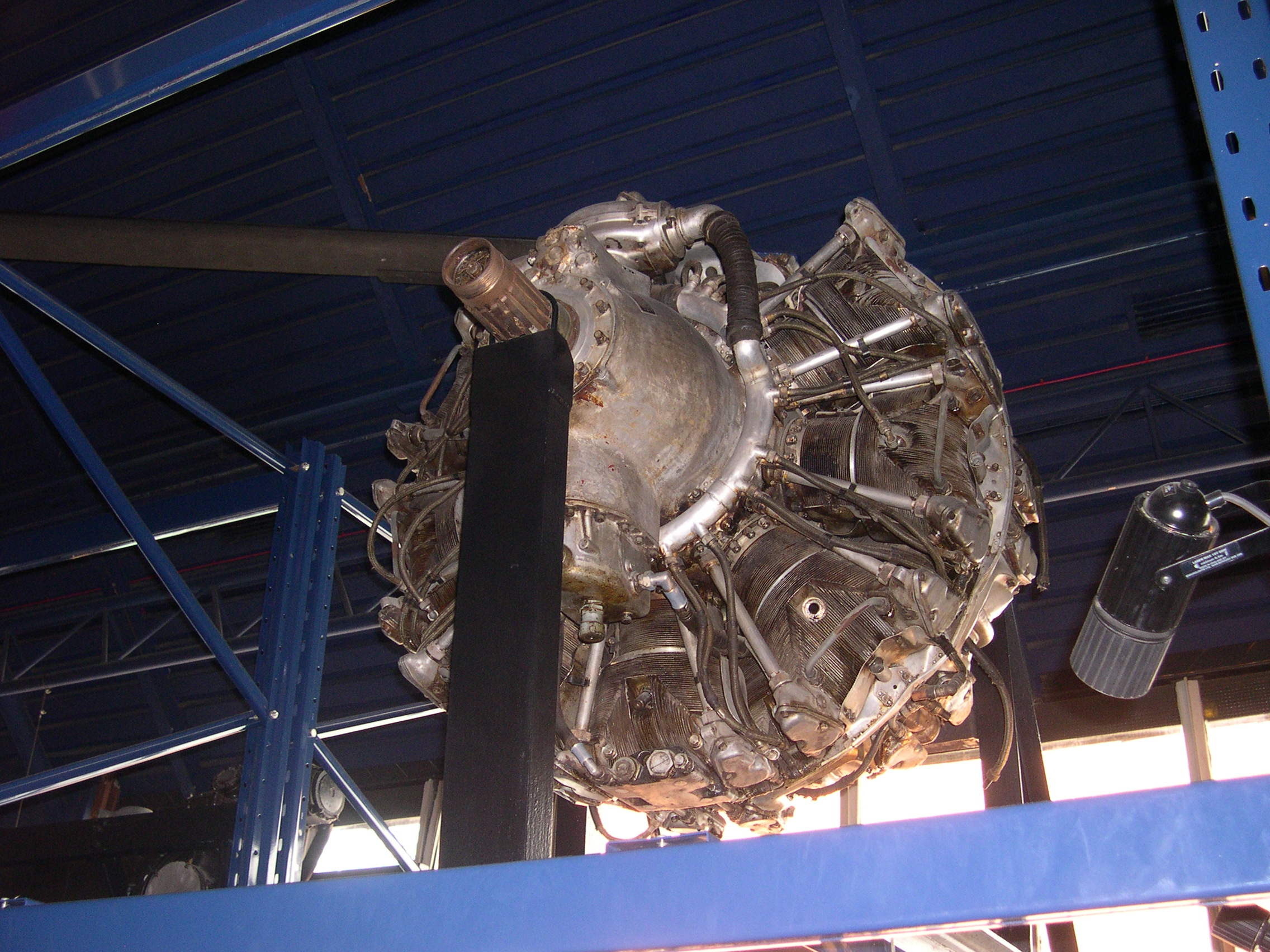
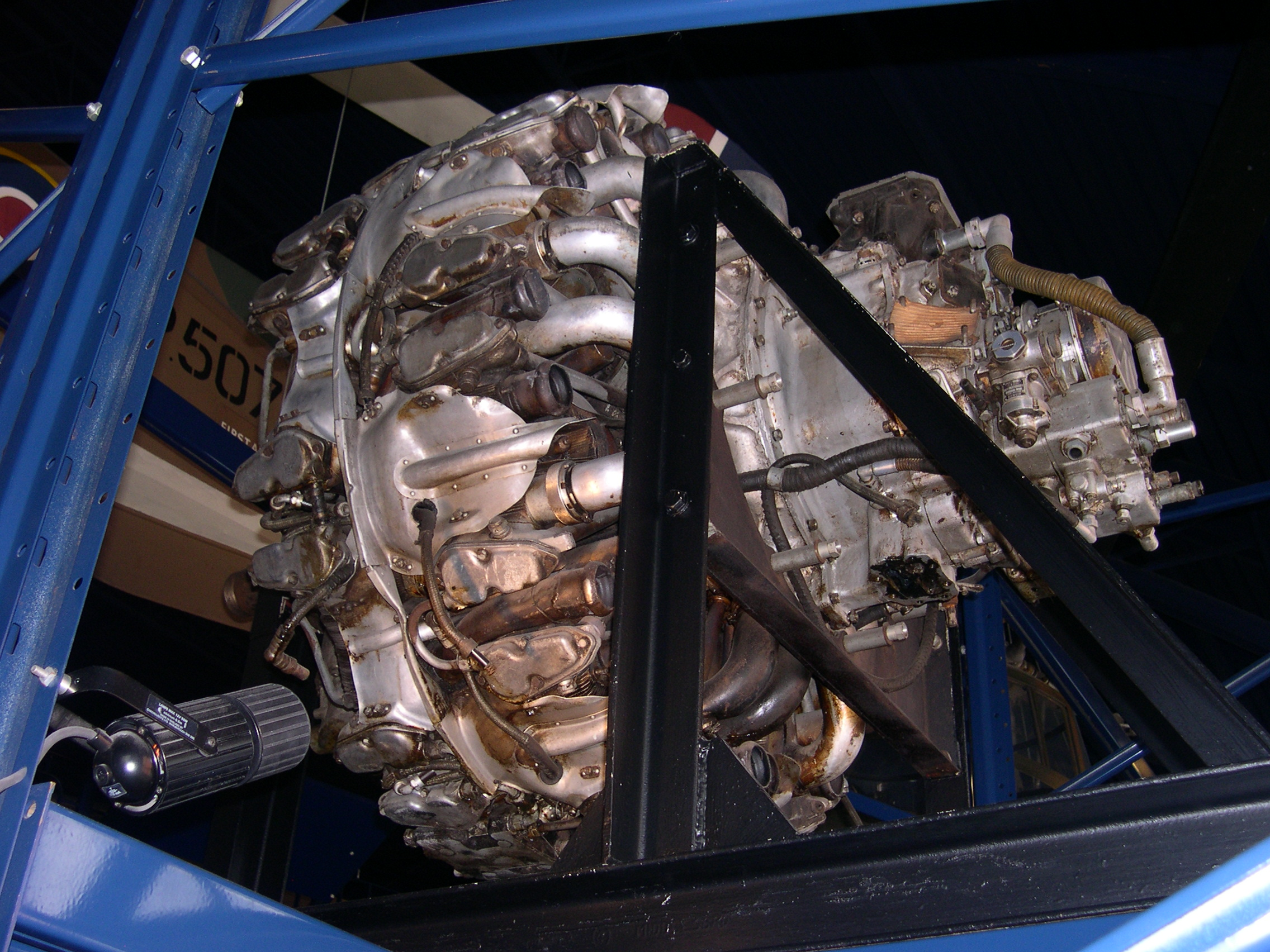

## 內部連結
- 中島飛機
- 中島榮發動機

## 類似引擎
- BMW 802發動機（英语：BMW 802）
- 布里斯托半人馬座發動機（英语：Bristol Centaurus）
- 多勃雷寧VD-4K發動機（英语：Dobrynin VD-4K）
- 普惠R-2800雙黃蜂引擎
- 萊特航空R-3350（英语：Wright R-3350 Duplex-Cyclone）
- 什韋佐夫ASh-73發動機（英语：Shvetsov ASh-73）
- 日立Ha-51發動機（英语：Hitachi Ha-51）

## 外部連結
- （日語）中島の発動機について（页面存档备份，存于）